# Волынецкий сельсовет (Витебская область)
Волынецкий сельсовет — административная единица на территории Верхнедвинского района Витебской области Беларуси. Административный центр — агрогородок Волынцы.

## История
В 2004 году населённые пункты Булавки, Водва, Дадеки, Козулино, Стайки, Прудинки, Филипово Шайтеровского сельсовета переданы в состав Волынецкого сельсовета.
В 2008 году деревня Волынцы преобразована в агрогородок.

## Состав
Волынецкий сельсовет включает 34 населённых пункта:
- Антоново — деревня.
- Ахремцы — деревня.
- Балабанщина — деревня.
- Барсуки — деревня.
- Белоусы — деревня.
- Бубны — деревня.
- Булавки — деревня.
- Водва — деревня.
- Волутево — деревня.
- Волынцы — агрогородок[3].
- Грулево — деревня.
- Дадеки — деревня.
- Дегтярево — деревня.
- Ермаки — деревня.
- Забелы-1 — деревня.
- Забелы-2 — деревня.
- Застарины — деревня.
- Климовщина — деревня.
- Княжицы — деревня.
- Князево — деревня.
- Ковалевщина — деревня.
- Козулино — деревня.
- Колотовино — деревня.
- Кравцы — деревня.
- Неверово — деревня.
- Прудинки — деревня.
- Сафоново — деревня.
- Свольно — деревня.
- Селко — деревня.
- Сосновцы — деревня.
- Стайки — деревня.
- Терешки — деревня.
- Тресковичи — деревня.
- Филипово — деревня.

## Известные уроженцы
- В деревне Забелы родился В. И. Палынский (1933—1979) — Герой Социалистического Труда (1974).
- В деревне Свольно родился И. Д. Черский (1845—1892) — географ, геоморфолог, геолог, палеонтолог, участник восстания 1863 г.